# Vallby landskommun, Skåne
För andra landskommuner med detta namn, se Vallby landskommun.
Vallby landskommun var en tidigare kommun i dåvarande Kristianstads län.

## Administrativ historik
Kommunen bildades i Vallby socken i Järrestads härad i Skåne när 1862 års kommunalförordningar trädde i kraft. 
Vid kommunreformen 1952 uppgick kommunen i Hammenhögs landskommun som 1969 upplöstes då denna del uppgick i Simrishamns stad som 1971 ombildades till Simrishamns kommun.

## Politik

### Mandatfördelning i Vallby landskommun 1946
| 7 | 8 |

| 15 |